# Список призёров Олимпийских игр по прыжкам с трамплина
Данный список содержит всех медалистов Олимпийских игр в прыжках с трамплина. Прыжки с трамплина входили в состав каждых зимних Олимпийских игр. Первые шесть Олимпиад остались за норвежцами, неизменно завоёвывавшими на каждых прыжковых соревнованиях как минимум 2 медали, одна из которых была «золотой». В 1980-х годах лучше всех выступали финские спортсмены, а в последние годы на первые роли вышли австрийцы. За медали также борются немцы и представители Восточной Европы. На «домашних» Олимпиадах очень успешно выступают прыгуны Японии, единственной неевропейской страны, чьи спортсмены борются за медали. На данный момент самыми титулованными прыгунами являются четырёхкратные олимпийские чемпионы финн Матти Нюкянен и швейцарец Симон Амман, сделавший «дубли» на американских Олимпиадах начала XXI века.

## Список призёров

### Мужчины

#### Нормальный трамплин

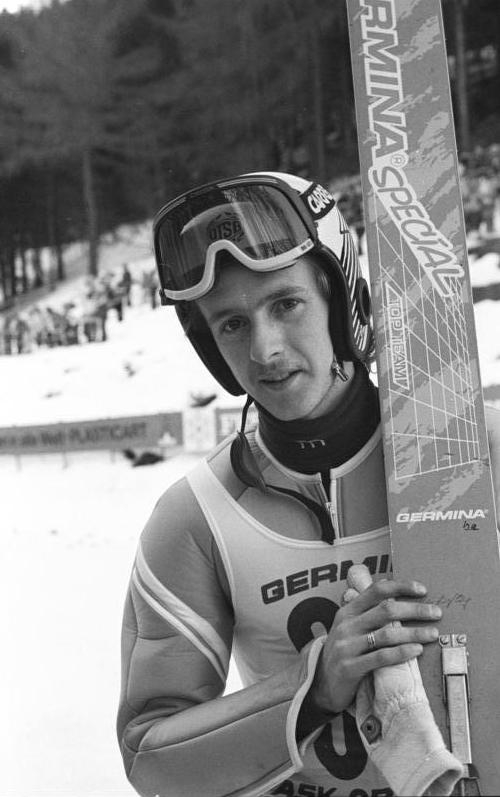
Трёхкратный олимпийский чемпион Йенс Вайсфлог

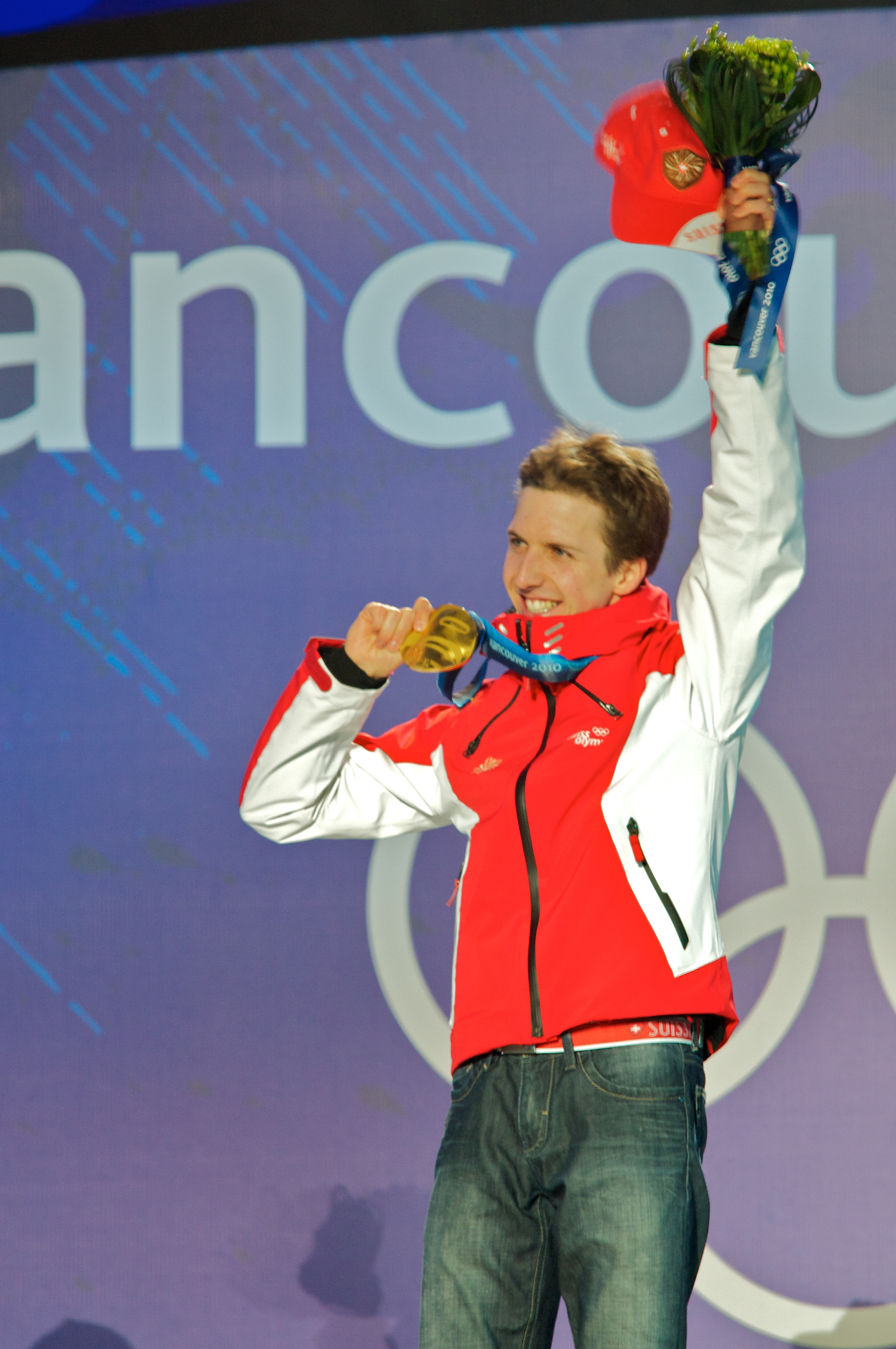
4-кратный олимпийский чемпион Симон Амман на Играх в Ванкувере

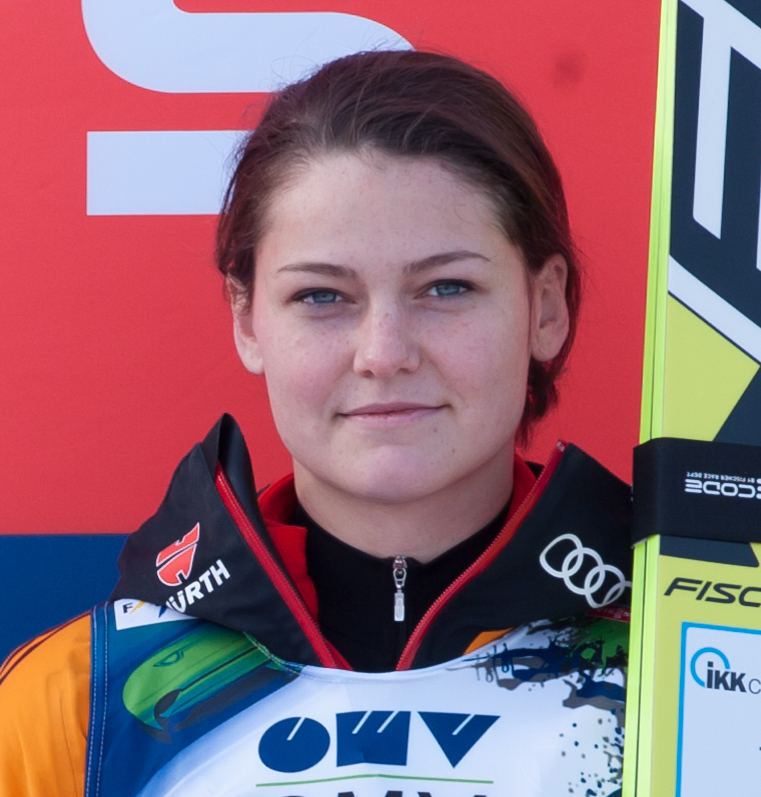
Карина Фогт — первая в истории женщина, выигравшая олимпийское золото в прыжках на лыжах

| Игры                              | Золото                     | Серебро                       | Бронза                     |
| --------------------------------- | -------------------------- | ----------------------------- | -------------------------- |
| 1964 Инсбрук см. подробнее        | Вейкко Канкконен Финляндия | Торальф Энган Норвегия        | Торгейр Брандтсег Норвегия |
| 1968 Гренобль см. подробнее       | Иржи Рашка Чехословакия    | Рейнхольд Бахлер Австрия      | Бальдур Праймль Австрия    |
| Саппоро 1972 см. подробнее        | Юкио Касая Япония          | Акицугу Конно Япония          | Сэйдзи Аоти Япония         |
| Инсбрук 1976 см. подробнее        | Ганс-Георг Ашенбах ГДР     | Йохен Даннеберг ГДР           | Карл Шнабль Австрия        |
| Лейк-Плэсид 1980 см. подробнее    | Тони Иннауэр Австрия       | Манфред Деккерт ГДР           | нет                        |
| Лейк-Плэсид 1980 см. подробнее    | Тони Иннауэр Австрия       | Хирокадзу Яги Япония          | нет                        |
| Сараево 1984 см. подробнее        | Йенс Вайсфлог ГДР          | Матти Нюкянен Финляндия       | Яри Пуйкконен Финляндия    |
| Калгари 1988 см. подробнее        | Матти Нюкянен Финляндия    | Павел Плоц Чехословакия       | Иржи Малец Чехословакия    |
| Альбервиль 1992 см. подробнее     | Эрнст Веттори Австрия      | Мартин Хёлльварт Австрия      | Тони Ниеминен Финляндия    |
| Лиллехаммер 1994 см. подробнее    | Эспен Бредесен Норвегия    | Лассе Оттесен Норвегия        | Дитер Тома Германия        |
| Нагано 1998 см. подробнее         | Яни Сойнинен Финляндия     | Кадзуёси Фунаки Япония        | Андреас Видхёльцль Австрия |
| 2002 Солт-Лейк-Сити см. подробнее | Симон Амман Швейцария      | Свен Ханнавальд Германия      | Адам Малыш Польша          |
| 2006 Турин см. подробнее          | Ларс Бюстёль Норвегия      | Матти Хаутамяки Финляндия     | Роар Льёкельсёй Норвегия   |
| 2010 Ванкувер см. подробнее       | Симон Амман Швейцария      | Адам Малыш Польша             | Грегор Шлиренцауэр Австрия |
| 2014 Сочи см. подробнее           | Камиль Стох Польша         | Петер Превц Словения          | Андерс Бардаль Норвегия    |
| 2018 Пхёнчхан см. подробнее       | Андреас Веллингер Германия | Йоханн Андре Форфанг Норвегия | Роберт Юханссон Норвегия   |
| 2022 Пекин см. подробнее          | Рёю Кобаяси Япония         | Мануэль Феттнер Австрия       | Давид Кубацкий Польша      |

#### Большой трамплин

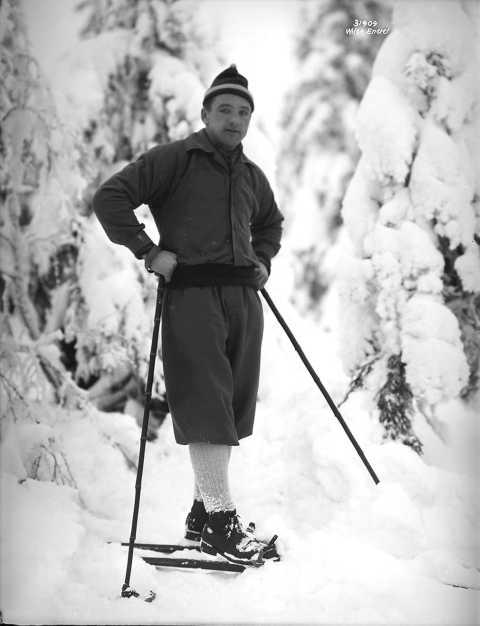
Якоб Туллин Тамс, первый олимпийский чемпион в прыжках с трамплина

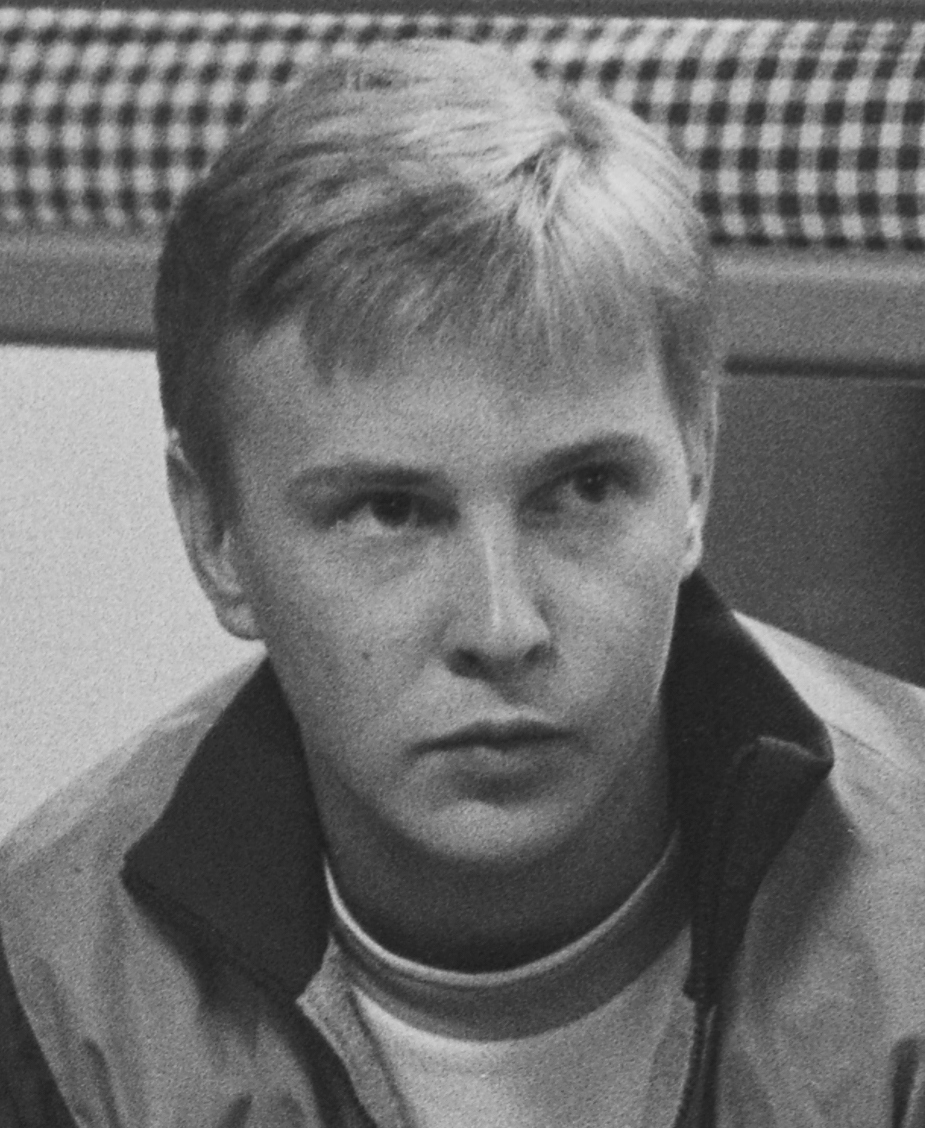
4-кратный олимпийский чемпион Матти Нюкянен побеждал на большом трамплине на Играх 1984 и 1988 годов

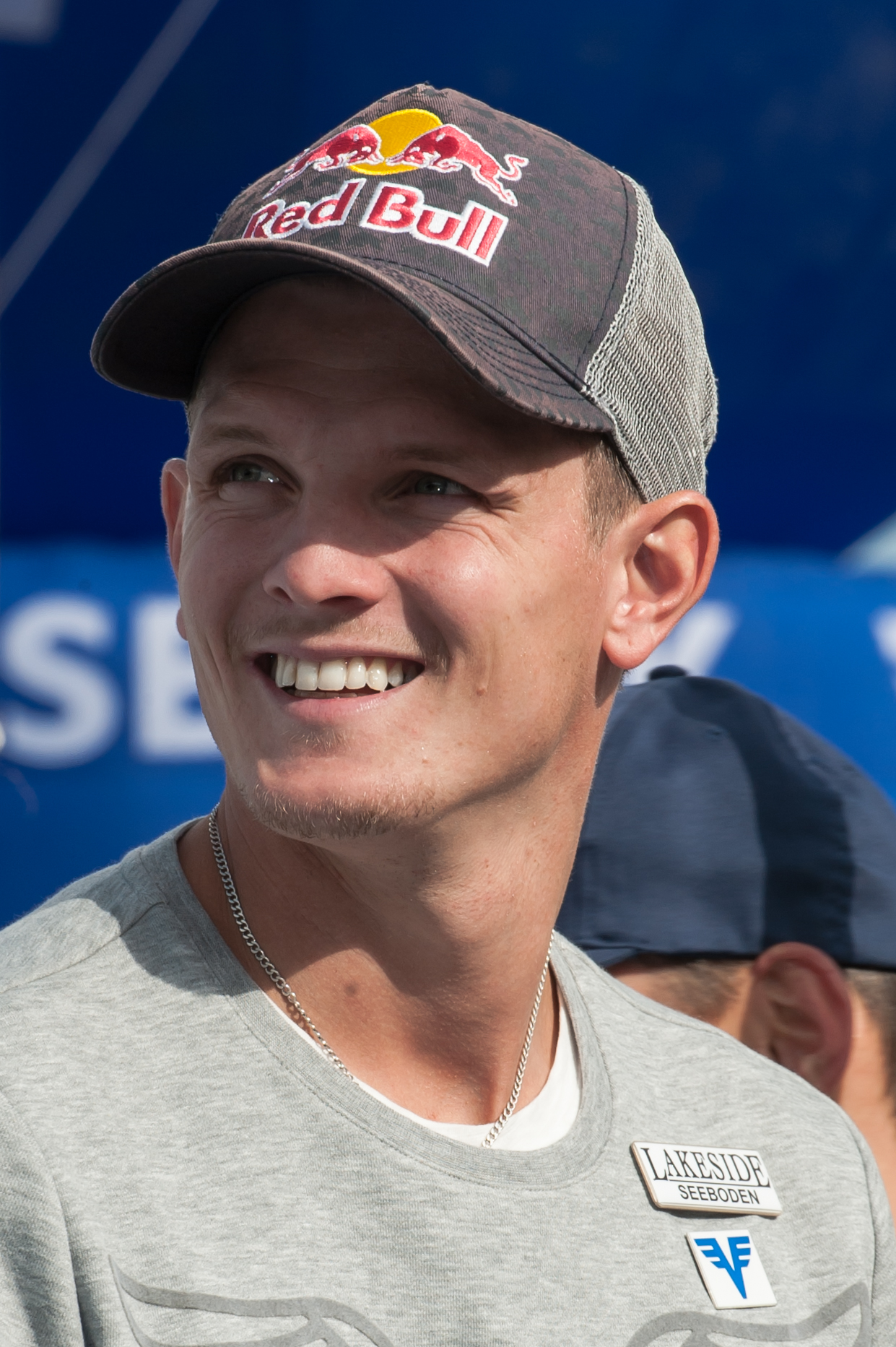
Трёхкратный олимпийский чемпион Томас Моргенштерн

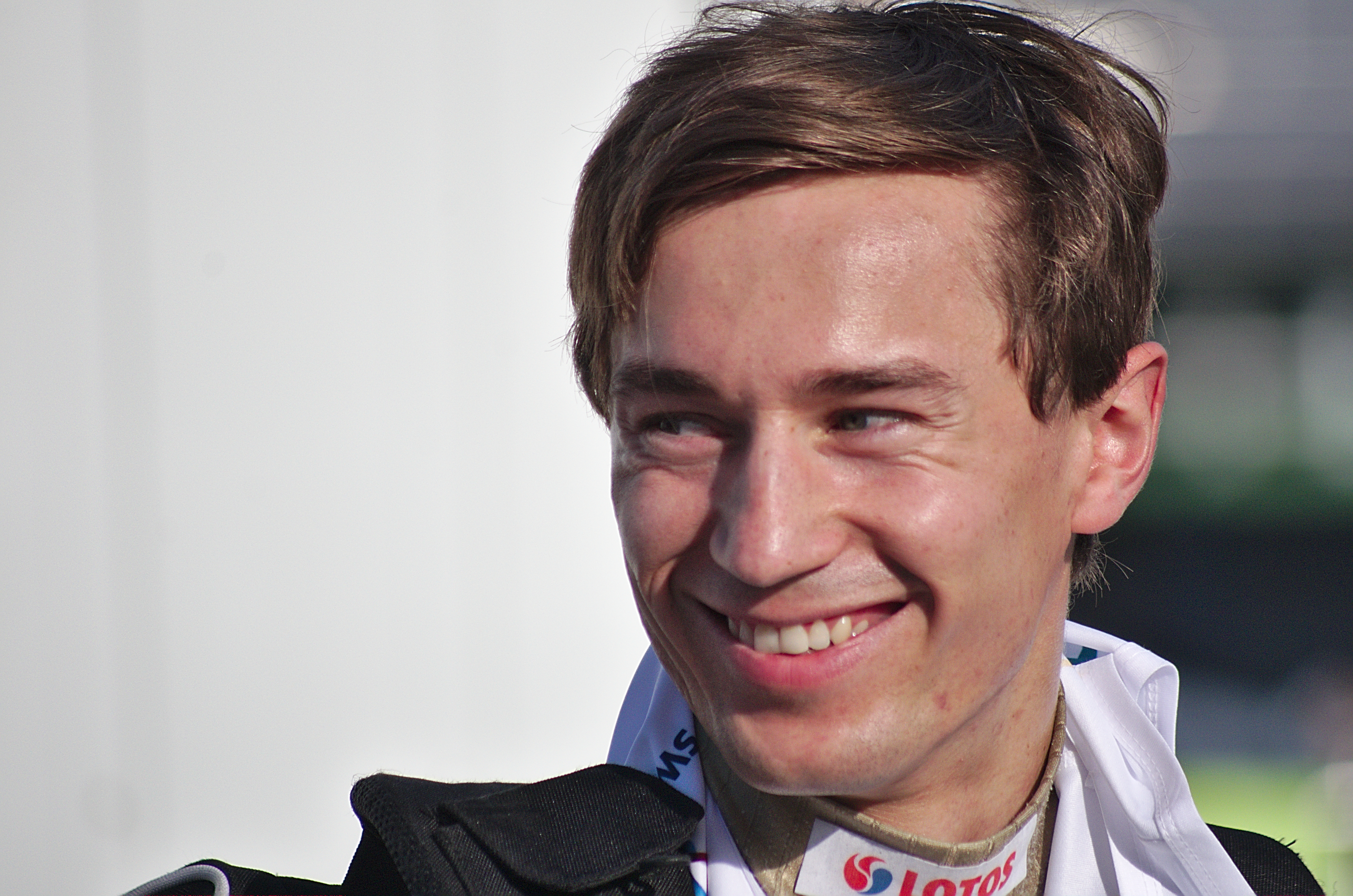
Камиль Стох выиграл золото на большом трамплине в 2014 и 2018 годах

| Игры                            | Золото                                            | Серебро                      | Бронза                                      |
| ------------------------------- | ------------------------------------------------- | ---------------------------- | ------------------------------------------- |
| Шамони 1924 Детали              | Якоб Туллин Тамс Норвегия                         | Нарве Бонна Норвегия         | Андерс Хауген США                           |
| Санкт-Мориц 1928 Детали         | Альф Андерсен Норвегия                            | Сигмунд Рууд Норвегия        | Рудольф Буркерт Чехословакия                |
| Лейк-Плэсид 1932 Детали         | Биргер Рууд Норвегия                              | Ханс Бек Норвегия            | Коре Вальберг Норвегия                      |
| Гармиш-Партенкирхен 1936 Детали | Биргер Рууд Норвегия                              | Свен Селонгер Швеция         | Рейдар Андерсен Норвегия                    |
| Санкт-Мориц 1948 Детали         | Петер Хугстед Норвегия                            | Биргер Рууд Норвегия         | Торлейф Скьельдеруп Норвегия                |
| Осло 1952 Детали                | Арнфинн Бергман Норвегия                          | Торбьёрн Фалькангер Норвегия | Карл Хольмстрём Швеция                      |
| Кортина-д’Ампеццо 1956 Детали   | Антти Хювяринен Финляндия                         | Аулис Каллакорпи Финляндия   | Харри Гласс Объединённая германская команда |
| Скво-Вэлли 1960 Детали          | Гельмут Рекнагель Объединённая германская команда | Ниило Халонен Финляндия      | Отто Леодольтер Австрия                     |
| Инсбрук 1964 Детали             | Торальф Энган Норвегия                            | Вейкко Канкконен Финляндия   | Торгейр Брандтцег Норвегия                  |
| Гренобль 1968 Детали            | Владимир Белоусов СССР                            | Иржи Рашка Чехословакия      | Ларс Грини Норвегия                         |
| Саппоро 1972 Детали             | Войцех Фортуна Польша                             | Вальтер Штайнер Швейцария    | Райнер Шмидт ГДР                            |
| Инсбрук 1976 Детали             | Карл Шнабль Австрия                               | Тони Иннауэр Австрия         | Хенри Гласс ГДР                             |
| Лейк-Плэсид 1980 Детали         | Йоуко Тёрмянен Финляндия                          | Хуберт Нойпер Австрия        | Яри Пуйкконен Финляндия                     |
| Сараево 1984 Детали             | Матти Нюкянен Финляндия                           | Йенс Вайссфлог ГДР           | Павел Плоц Чехословакия                     |
| Калгари 1988 Детали             | Матти Нюкянен Финляндия                           | Эрик Йохансен Норвегия       | Матьяж Дебелак Югославия                    |
| Альбервиль 1992 Детали          | Тони Ниеминен Финляндия                           | Мартин Хёлльварт Австрия     | Хейнц Куттин Австрия                        |
| Лиллехаммер 1994 Детали         | Йенс Вайсфлог Германия                            | Эспен Бредесен Норвегия      | Андреас Гольдбергер Австрия                 |
| Нагано 1998 Детали              | Кадзуёси Фунаки Япония                            | Яни Сойнинен Финляндия       | Масахико Харада Япония                      |
| Солт-Лейк-Сити 2002 Детали      | Симон Амман Швейцария                             | Адам Малыш Польша            | Матти Хаутамяки Финляндия                   |
| Турин 2006 Детали               | Томас Моргенштерн Австрия                         | Андреас Кофлер Австрия       | Ларс Бюстёль Норвегия                       |
| Ванкувер 2010 Детали            | Симон Амман Швейцария                             | Адам Малыш Польша            | Грегор Шлиренцауэр Австрия                  |
| Сочи 2014 Детали                | Камиль Стох Польша                                | Нориаки Касай Япония         | Петер Превц Словения                        |
| 2018 Пхёнчхан Детали            | Камиль Стох Польша                                | Андреас Веллингер Германия   | Роберт Юханссон Норвегия                    |
| 2022 Пекин см. подробнее        | Мариус Линнвик Норвегия                           | Рёю Кобаяси Япония           | Карл Гайгер Германия                        |

Мощность большого трамплина:
1924 — 71 м, 1928 — 66 м, 1932 — 61 м, 1936 — 80 м, 1948 — 68 м, 1952 — 72 м, 1956 — 80,5 м, 1960—1964 — 80 м, 1968—1988 — 90 м, 1992—2002 — K120, 2006—2022 — HS140

#### Командное первенство

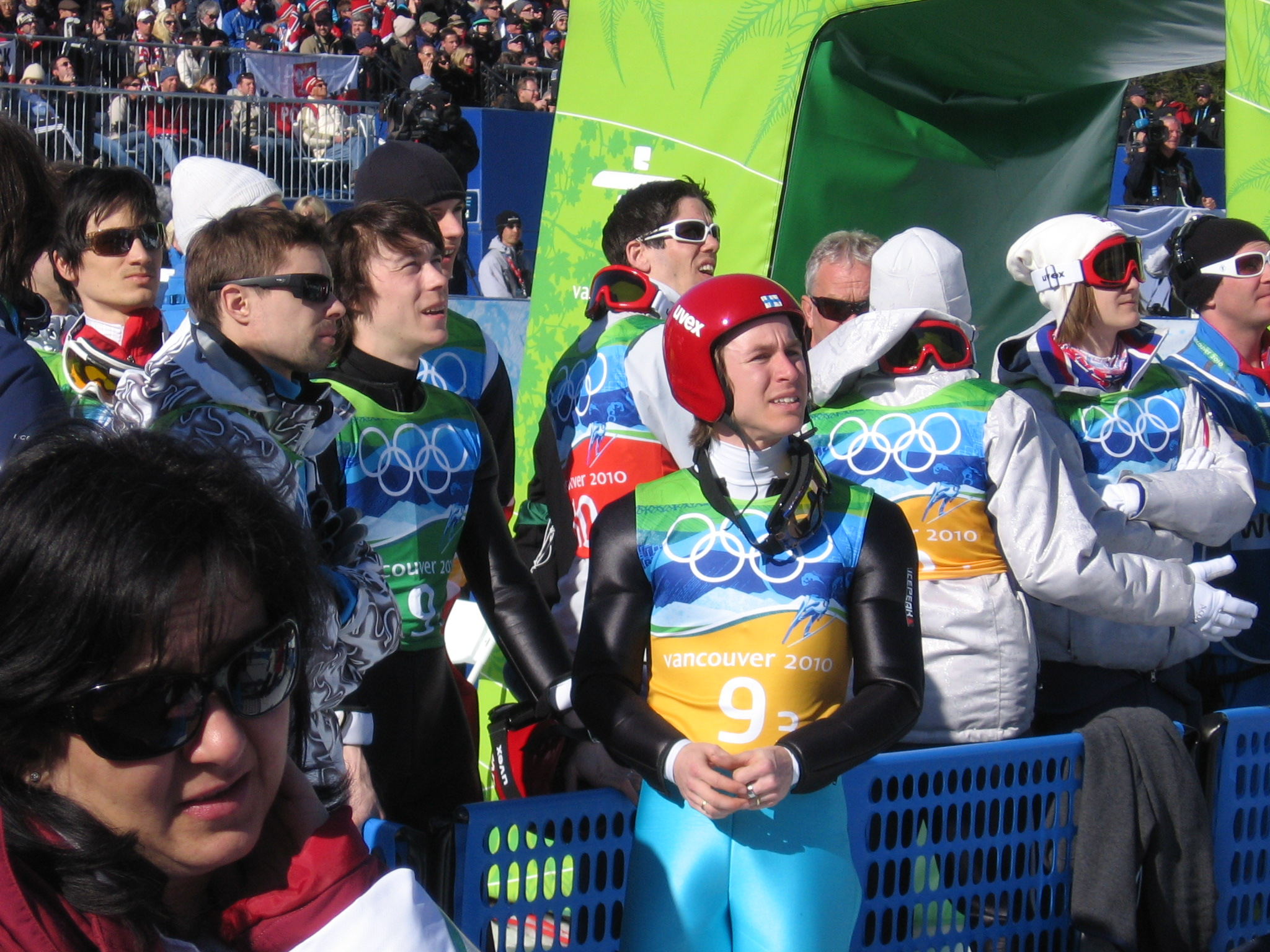
Финские прыгуны (№ 9) только что остались без наград командного первенства игр в Ванкувере. Правее — норвежцы, отобравшие у них бронзовые медали

| Дисциплины                  | Золото                                                                                     | Серебро                                                                             | Бронза                                                                                      |
| --------------------------- | ------------------------------------------------------------------------------------------ | ----------------------------------------------------------------------------------- | ------------------------------------------------------------------------------------------- |
| Калгари 1988 Детали         | Финляндия · Ари-Пекка Никкола · Матти Нюкянен · Туомо Юлипулли · Яри Пуйкконен             | Югославия · Примож Улага · Матьяж Зупан · Матьяж Дебелак · Миран Тепеш              | Норвегия · Оле Кристиан Эйдхаммер · Йон Инге Кьорум · Оле Гуннар Фидьестёль · Эрик Йонсен   |
| Альбервиль 1992 Детали      | Финляндия · Ари-Пекка Никкола · Мика Лайтинен · Ристо Лаакконен · Тони Ниеминен            | Австрия · Хайнц Куттин · Эрнст Веттори · Мартин Хёлльварт · Андреас Фельдер         | Чехословакия · Франтишек Еж · Томаш Годер · Ярослав Сакала · Иржи Парма                     |
| Лиллехаммер 1994 Детали     | Германия · Хансйорг Йекле · Кристоф Дуффнер · Дитер Тома · Йенс Вайссфлог                  | Япония · Дзинъя Нисиката · Таканобу Окабэ · Нориаки Касай · Масахико Харада         | Австрия · Хайнц Куттин · Кристиан Мозер · Штефан Хорнгахер · Андреас Гольдбергер            |
| Нагано 1998 Детали          | Япония · Таканобу Окабэ · Хироя Сайто · Масахико Харада · Кадзуёси Фунаки                  | Германия · Свен Ханнавальд · Мартин Шмитт · Хансйорг Йекле · Дитер Тома             | Австрия · Райнхард Шварценбергер · Мартин Хёлльварт · Штефан Хорнгахер · Андреас Видхёльцль |
| Солт-Лейк-Сити 2002 Детали  | Германия · Свен Ханнавальд · Штефан Хокке · Михаэль Урман · Мартин Шмитт                   | Финляндия · Матти Хаутамяки · Вели-Матти Линдстрём · Ристо Юссилайнен · Янне Ахонен | Словения · Дамьян Фрас · Примож Петерка · Роберт Кранец · Петер Жонта                       |
| 2006 Турин см. подробнее    | Австрия · Андреас Видхёльцль · Андреас Кофлер · Мартин Кох · Томас Моргенштерн             | Финляндия · Тами Киуру · Янне Хаппонен · Янне Ахонен · Матти Хаутамяки              | Норвегия · Ларс Бюстёль · Бьёрн Эйнар Ромёрен · Томми Ингебригтсен · Роар Льёкельсёй        |
| 2010 Ванкувер см. подробнее | Австрия · Вольфганг Лойцль · Андреас Кофлер · Томас Моргенштерн · Грегор Шлиренцауэр       | Германия · Михаэль Ноймайер · Андреас Ванк · Мартин Шмитт · Михаэль Урман           | Норвегия · Андерс Бардаль · Том Хильде · Юхан Ремен Эвенсен · Андерс Якобсен                |
| 2014 Сочи см. подробнее     | Германия · Андреас Ванк · Маринус Краус · Андреас Веллингер · Зеверин Фройнд               | Австрия · Михаэль Хайбёк · Томас Моргенштерн · Томас Дитхарт · Грегор Шлиренцауэр   | Япония · Рэрухи Симидзу · Таку Такэути · Дайки Ито · Нориаки Касай                          |
| 2018 Пхёнчхан см. подробнее | Норвегия · Даниэль-Андре Танде · Андреас Стьернен · Йоханн Андре Форфанг · Роберт Юханссон | Германия · Карл Гайгер · Штефан Лайе · Рихард Фрайтаг · Андрекас Веллингер          | Польша · Мацей Кот · Стефан Хуля · Давид Кубацкий · Камиль Стох                             |
| 2022 Пекин см. подробнее    | Австрия · Штефан Крафт · Даниэль Хубер · Ян Хёрль · Мануэль Феттнер                        | Словения · Ловро Кос · Цене Превц · Тими Зайц · Петер Превц                         | Германия · Константин Шмид · Штефан Лайе · Маркус Айзенбихлер · Карл Гайгер                 |

### Женщины

#### Нормальный трамплин
| Игры                        | Золото                | Серебро                       | Бронза                |
| --------------------------- | --------------------- | ----------------------------- | --------------------- |
| 2014 Сочи см. подробнее     | Карина Фогт Германия  | Даниэла Ирашко-Штольц Австрия | Колин Маттель Франция |
| 2018 Пхёнчхан см. подробнее | Марен Лундбю Норвегия | Катарина Альтхаус Германия    | Сара Таканаси Япония  |
| 2022 Пекин см. подробнее    | Урша Богатай Словения | Катарина Альтхаус Германия    | Ника Крижнар Словения |

### Смешанные команды
| Игры                     | Золото                                                           | Серебро                                                               | Бронза                                                                             |
| ------------------------ | ---------------------------------------------------------------- | --------------------------------------------------------------------- | ---------------------------------------------------------------------------------- |
| 2022 Пекин см. подробнее | Словения · Ника Крижнар · Тими Зайц · Урша Богатай · Петер Превц | ОКР · Ирма Махиня · Данил Садреев · Ирина Аввакумова · Евгений Климов | Канада · Александрия Лутитт · Мэттью Соукуп · Эбигейл Стрейт · Маккензи Бойд-Клаус |